# Annie van der Heide-Hemsing

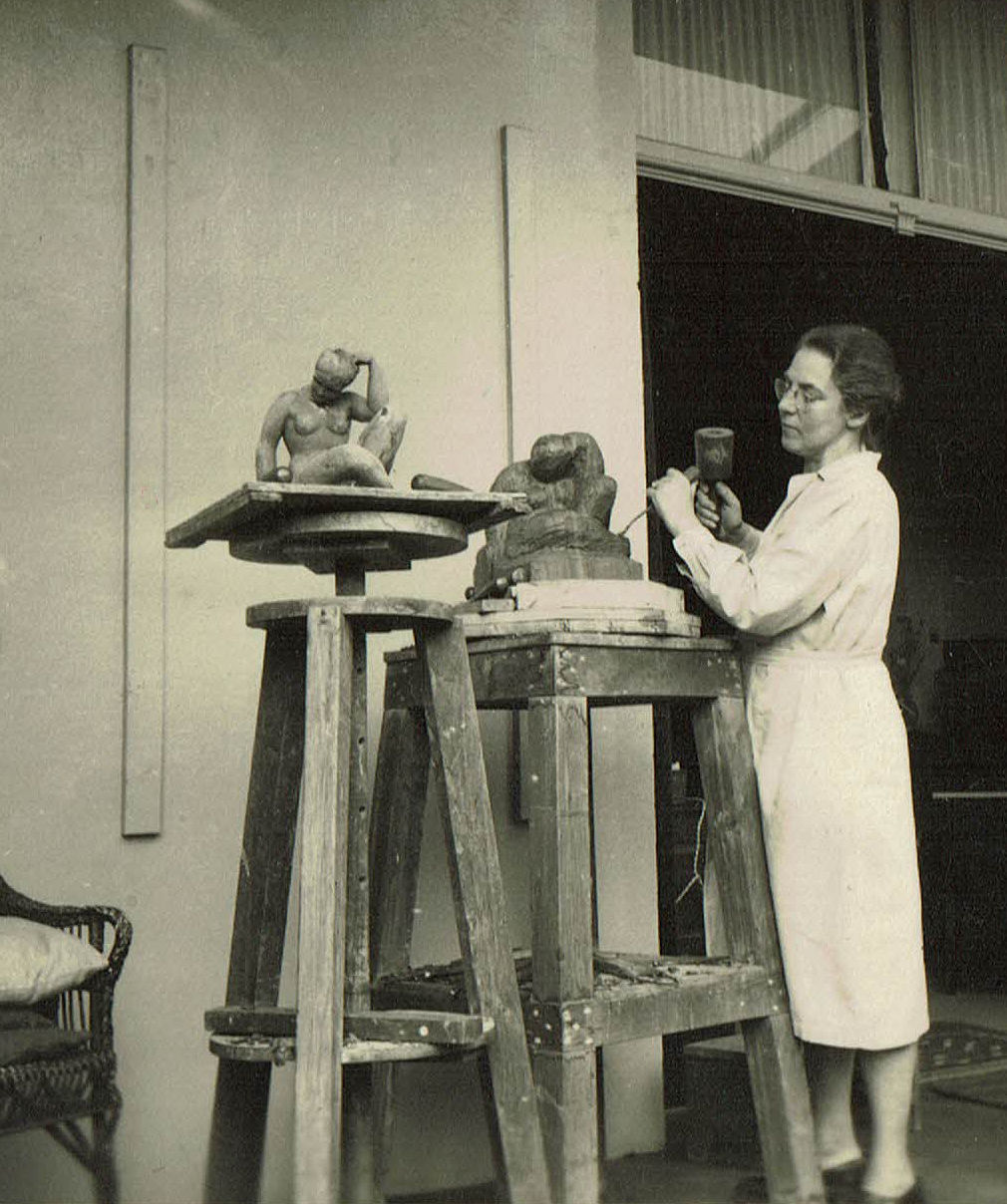
Annie van der Heide-Hemsing, 1949

Anna Petronella „Annie“ van der Heide-Hemsing (* 3. März 1896 in Amsterdam; † 1. Juli 1968 in Arnhem) war eine niederländische Bildhauerin.

## Leben
Annie van der Heide-Hemsing studierte an der Universität Amsterdam und legte 1921 ihr Medizinexamen ab. Einige Monate später heiratete sie den Arzt Carel Christiaan van der Heide (1872–1931), ärztlicher Direktor des Kinderkrankenhauses in Arnhem. Der gemeinsame Sohn wurde später ebenfalls Arzt. Sie studierte an der Akademie voor beeldende Kunsten Arnhem bei Gijsbert Jan „Gijs“ Jacobs van den Hof. Mit ihrer Familie wohnte sie in der Apeldoornsestraat, wo dem Haus auch ein Atelier für ihre künstlerische Arbeit angeschlossen war. Nach dem Tod ihres Mannes im Jahr 1931 übernahm sie fast dreißig Jahre lang die Verwaltung des Krankenhauses, arbeitete weiter als Bildhauerin und beteiligte sich an Ausstellungen.

## Werk
Annie van der Heide-Hemsing arbeitete mit Holz, Kunststein und Bronze. Sie schuf Skulpturen von Menschen, Aktfiguren, Tierdarstellungen, freie Plastiken und Reliefs an Gebäuden.
Ab 1921 war sie Mitglied der „Vereniging van Beeldende Kunstenaars De Onafhankelijken“ in Amsterdam und der „Werkgemeenschap Arnhemse Kunstenaars“. Als Vorstandsmitglied der Stiftung Sonsbeek '49 war sie viele Jahre lang an der Organisation der Skulpturenausstellungen im Park Sonsbeek beteiligt.

## Ausstellungen (Auswahl)
- 1952: Sonsbeek '52, Stichting Sonsbeek '49
- 1948: Gruppenausstellung, „Teekengenootschap Kunstoefening Arnhem“
- 1946: A.P. v.d. Heide-Hemsing - Helena de Baat - Niko eekman, Kunstcentrum, Velp
- 1941: De Onafhankelijken exposeren werk van leden, Stedelijk Museum, Amsterdam
- 1940: Geldersche kunstenaars, Vereeniging Artibus Sacrum, Arnhem
- 1940: De Onafhankelijken, Stedelijk Museum, Amsterdam
- 1939: Onze kunst van heden, Rijksmuseum Amsterdam
- 1939: De Onafhankelijken, Stedelijk Museum, Amsterdam
- 1921: De Onafhankelijken, Stedelijk Museum, Amsterdam[1]